# Jean Thiel

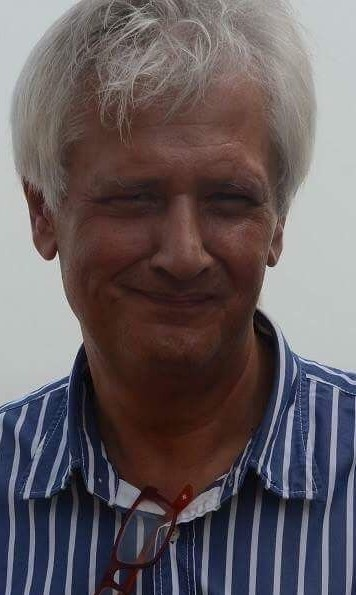
Jean Thiel

Jean Thiel (Brussel, 3 september 1961) is een Belgisch volksvertegenwoordiger.

## Levensloop
Thiel was van 1983 tot 1988 voor Ecolo gemeenteraadslid in de gemeente Oupeye. Daarna was hij van 1988 tot 1992 voorzitter van de Federatie van Jonge Europese Groenen en van 1992 tot 1994 coördinator van de studiedienst van Ecolo.
Van mei 1994 tot april 1995 was hij lid van de Kamer van volksvertegenwoordigers voor het arrondissement Luik in vervanging van de ontslagnemende Jacky Morael. Vanuit zijn mandaat werd hij ook lid van de Waalse Gewestraad en de Raad van de Franse Gemeenschap.
Vanaf oktober 1995 werd hij politiek adviseur voor Ecolo. Sinds 2002 zetelt Thiel tevens in de gemeenteraad van Seraing, waar hij Ecolo-fractieleider werd.